# Stefano Crotta
Stefano Crotta (Trieste, 21 ottobre 1990) è un cestista italiano.

## Carriera

### Club
Crescituo nelle giovanili della Mens Sana Siena, vanta 4 presenze in Serie A con la squadra toscana nella stagione 2007-08. Nel 2009 passato in prestito alla Pallacanestro Trieste in Serie A Dilettanti, e l'anno successivo è a Potenza sempre in terza serie.
Dal 2011 al 2013 milita nella Pallacanestro Lucca, il primo anno in DNB (chiuso a 11,9 punti di media) e il secondo in DNA (3,3 punti).
Nelle stagioni successive torna a giocare nel campionato di DNB, rispettivamente a Castelfiorentino, a Rimini e a Matera. Dal 2017 al 2020 gioca tra la Serie D e la Serie C con i giuliani del Breg.

### Nazionale
Con l'Italia under 20 disputa 8 partite ai FIBA EuroBasket Under-20 2010 e 7 partite ai FIBA EuroBasket Under-20 2009.

## Palmarès
- Campionato italiano: 1

Mens Sana Siena: 2007-2008
- Supercoppa italiana: 1

Mens Sana Siena: 2007